# بقيرة (إسبانيا)
بقيرة (بالإسبانية: Viguera)‏ هي بلدية في منطقة لا ريوخا بإسبانيا، تتبعها قرى كاستانارس دي لاس كويفا وإل بوينتو وبانزاريس.